# VLCメディアプレーヤー
VLCメディアプレーヤー（VLC media player, VideoLAN Client）は、クロスプラットフォームで動作するメディアプレーヤーである。非常に多くのメディアファイル用コーデックが内蔵されており、動画ファイルや音声ファイルなど多くのメディアファイルを再生、表示することができる。GPL下で公開されている自由ソフトウェアである。

## 概要
VLCメディアプレーヤーは、フランスの名門校であるエコール・セントラル・パリの学生らによって、VideoLANプロジェクトの一部として開発された。「VLC」とは、「Video LAN Client」の頭文字・略称である。
VLCメディアプレーヤーは、コーデックを内蔵し、DVD-Video、ビデオCDの他、さまざまなストリーミングプロトコルやファイルフォーマットをサポートしている。
広帯域ネットワーク上のIPv4ないしIPv6におけるユニキャスト、マルチキャストのストリームのサーバとしても使われる。
内蔵されているのは、FFmpegプロジェクトのlibavcodecコーデックライブラリである。暗号化されたDVD-Videoの再生を扱うためには、libdvdcssDVD暗号復文ライブラリを用いている。

## 特徴
VLCメディアプレーヤーの大きな特徴は、対応するコーデックの数が多いことである。
コーデックとは、データの圧縮・伸張（解凍）を行ったり、符号化方式を使ってデータのエンコード（符号化）と デコード（復号）を双方向で行ったりするプログラムである。
現在、世界のメディアプレイヤーの中で、VLCメディアプレーヤーの対応するコーデックの数の多さは、群を抜いている。
コーデックは「VLCメディアプレーヤー」の中に内蔵されており、別途入手する必要はない。
また、VLCメディアプレーヤーはネットワーク上のサーバのファイルを再生するためのクライアントソフトとして開発されたため、ブラウザや端末上からでも比較的簡単にストリーミング再生などを行うことができる。ポッドキャストにも対応している。
上記のクライアントのような使い方をしない大半のユーザはQtを使用したシンプルなGUIから操作する。
VLCに対して設定できる項目は非常に多い。そのため、画面をシンプルにみせるようにした設定画面が用意されている。
QtのGUIはスキンと呼ばれるもので見た目を自在に変更できる。スキンはVLCの公式ページなどでダウンロードできる。
VLCメディアプレーヤーはポータブルアプリケーションとしても使うこともできる。

## トラブル

### インドでブロック
VLCの公式ウェブサイトがブロックされ、インド政府に法的通知を送ったことが報じられた。

### VLCになりすますマルウェア配布ページの削除をGoogleが拒否
なりすましサイトの除外を拒否したと告発。

## 他のプログラムからVLCを使う
他のプログラムからVLCの機能にアクセスするためのAPIが用意されている。

### API
VLCのコーデックはCで書かれたlibvlcというプログラムに内蔵されており、C・C++・C#からアクセスできる。JavaScript、Python、Javaなどを使ってもVLCにアクセスできる。

### ブラウザ プラグイン
かつて、Windows、LinuxなどのプラットフォームでNPAPIプラグインを提供していた。これはQuickTime、Windows Media、MP3、Oggなどが埋め込まれたウェブコンテンツをAppleやマイクロソフトのツールに依存せず再生するためで、ブラウザではFirefoxを含むMozillaアプリケーション、Safari、Opera、Google Chrome、Netscapeに対応していた。Adobe Flashも見ることができた。Internet Explorerにもバージョン0.8.2以降はActiveXプラグインによって、同様の機能を提供していた。

## 主な機能

### 再生機能
- 音楽ファイルの再生
- 動画ファイルの再生

## CD, DVD, BDの再生
- 早送り、巻き戻しなどの操作
- 加速再生、減速再生
- ステレオ、モノラル再生、PANの設定
- 一定区間の繰り返し再生
- イコライザ
- 再生位置ブックマーク
- メディア情報の表示
- ポッドキャストの再生
- サーバーからのストリーミング再生

### GUI
- ビジュアライザ
- Qtインターフェイスの改造、スキンの適用
- マウスジェスチャ
- OSDによる表示
- キーボードショートカット

### 動画
- 動画ファイルの再生
- 字幕再生
- スナップショットの撮影
- フルスクリーン再生
- ズーム、縦横比率の変更
- スケール、クロップ

### その他
- BD-Jのサポート(メニューの再生)[12]
- プレイリストの読み込み、書き出し
- メディアコーデックの相互変換
- プラグインの追加と削除（Blu-ray Disc再生など）

## 再生サポート

### 入力メディア
ディスク
DVD-Video、ビデオCD、スーパービデオCD (メニューに対応)、音楽CD (DTS-CDは非対応。CD-TEXTに対応)
3.0以降では、AACSがかかっていないHD DVDに限りその中の.evoファイルを再生できる。2.0以降では、AACSがかかっていないBlu-ray Discを再生できる。
ネットワークプロトコル
HTTP、FTP、MMS、RSS/Atom、RTMP、RTP (ユニキャストまたはマルチキャスト)、RTSP、UDP、Sat-IP、Smooth Streaming
その他
DVB、ビデオキャプチャーデバイス (Webカメラなど)

### コンテナ形式
AVI(DMF)、ASF、MP4、MOV、MPEG-2システム、Ogg、OGM、Matroska(WebM)、WAV、FLVなど

### ビデオコーデック
AV1, MPEG-1/2、DivX (1/2/3/4/5/6)、MPEG-4 ASP、Xvid、3ivX D4、H.261、H.263、H.263i、H.264 (MPEG-4 AVC)、H.265 (HEVC)、Cinepak、Theora、Dirac (VC-2)、Motion JPEG (A/B)、WMV 1/2、 WMV 3、WMV9、VC-1、Sorenson 1/3、DV、On2 (VP3/VP5/VP6)、Indeo Video v3、RealVideo (1/2/3/4)

### オーディオコーデック
MPEG-1/2 Layer 1、MP2、MP3、MPEG-4 AAC part3、Ogg Vorbis、AC-3 (ドルビーデジタル)、E-AC-3、MLP/TrueHD、DTS、WMA (1/2/3)、FLAC、ALAC、Speex、Musepack (MPC)、ATRAC 3、WavPack、Mod、TrueAudio、APE (Monkey's Audio)、Real Audio、Alaw/μlaw、AMR (3GPP)、MIDI、LPCM、ADPCM、QCELP、DV Audio、QDM2 (QDMC)、MACE

### 字幕コーデック
DVD字幕、テキストファイル (MicroDVD、SubRip Text (SRT)、SubViewer、SSA1-5、SAMI、VPlayer)、クローズドキャプション、Vobsub、Universal Subtitle Format (USF)、SVCD字幕 (CVD)、DVB字幕、OGM、CMML、OggKate、ID3タグ、APEv2、Vorbis comment

## 対応OS
以下のOSに対応している。
Windows
- Windows (Windows XP Service Pack 3以降)
- UWPアプリ (Microsoftストア)[18]
  - Windows 10 パソコン
  - Windows 10 Mobile
  - Surface Hub
  - HoloLens
  - Xbox One
  - Xbox Series X/S
- Windows Phone (Microsoftストア)
  - Windows Phone 8

Apple
- macOS
  - Intel プロセッサ
  - Appleシリコン プロセッサ
- App Store[19]
  - iPhone/iPod touch: iOS 9.0以降
  - iPad: iPadOS 9.0以降
  - Apple TV: tvOS 11.0以降

Linux
- Debian GNU/Linux
- Ubuntu 16.04 LTS以降 (Snap Store)[20]
- Mint [21]
- openSUSE Leap 15.1以降
- Gentoo Linux
- Fedora 22以降
- Arch Linux
- Slackware Linux 13.37以降 [22]
- Red Hat Enterprise Linux / CentOS / Scientific Linux [23]

その他
- Android
  - APKファイル
  - Google Playストア
  - Amazon Fireストア (Android 4.2以降)
- ChromeOS (Androidアプリとして利用可能)
- FreeBSD
- NetBSD
- OpenBSD
- Solaris
- QNX
- OS/2